# Bodilus crimensis
Bodilus crimensis är en skalbaggsart som beskrevs av Koshantschikov 1913. Bodilus crimensis ingår i släktet Bodilus och familjen Aphodiidae. Inga underarter finns listade.